# شاين كليمنتس
شاين كليمنتس (28 يونيو 1958 في أستراليا - 22 أبريل 2001 في أستراليا)  (بالإنجليزية: Shane Clements)‏ هو لاعب كريكت أسترالي. لعب مع فريق غرب أستراليا للكريكت ‏.

## وصلات خارجية
- شاين كليمنتس على موقع إي آس بي آن كريك إنفو (الإنجليزية)